# 蕨岡村 (高知県)
蕨岡村（わらひおかむら）は高知県幡多郡にあった村。現在の四万十市の北東部、後川の中流域にあたる。 廃止当時、山形県飽海郡にあった同名の蕨岡村と共に、国内の自治体名を五十音順に並べた時、最後に来る自治体であった。

## 地理
- 山岳：黒塔、前が森
- 河川：後川、内川川

## 歴史
- 1889年（明治22年）4月1日 - 町村制の施行により、伊才原村・蕨岡村・藤村の区域をもって発足。
- 1901年（明治34年）11月1日 - 新潟県中蒲原郡割野村が合併により消滅。これにより山形県飽海郡蕨岡村と共に、五十音順で最後に来る自治体となる。
- 1954年（昭和29年）3月31日 - 中村町・下田町・東山村・後川村・八束村・具同村・東中筋村・富山村・大川筋村・中筋村と合併して中村市が発足。同日蕨岡村廃止。